# Gymnopilus amarissimus
Gymnopilus amarissimus là một loài nấm thuộc họ Cortinariaceae.